# グローバル・ラリークロス
レッドブル・グローバル・ラリークロス（Red Bull Global Rallycross）は、北米大陸で開催されていたラリークロス競技の選手権。略称はGRC。

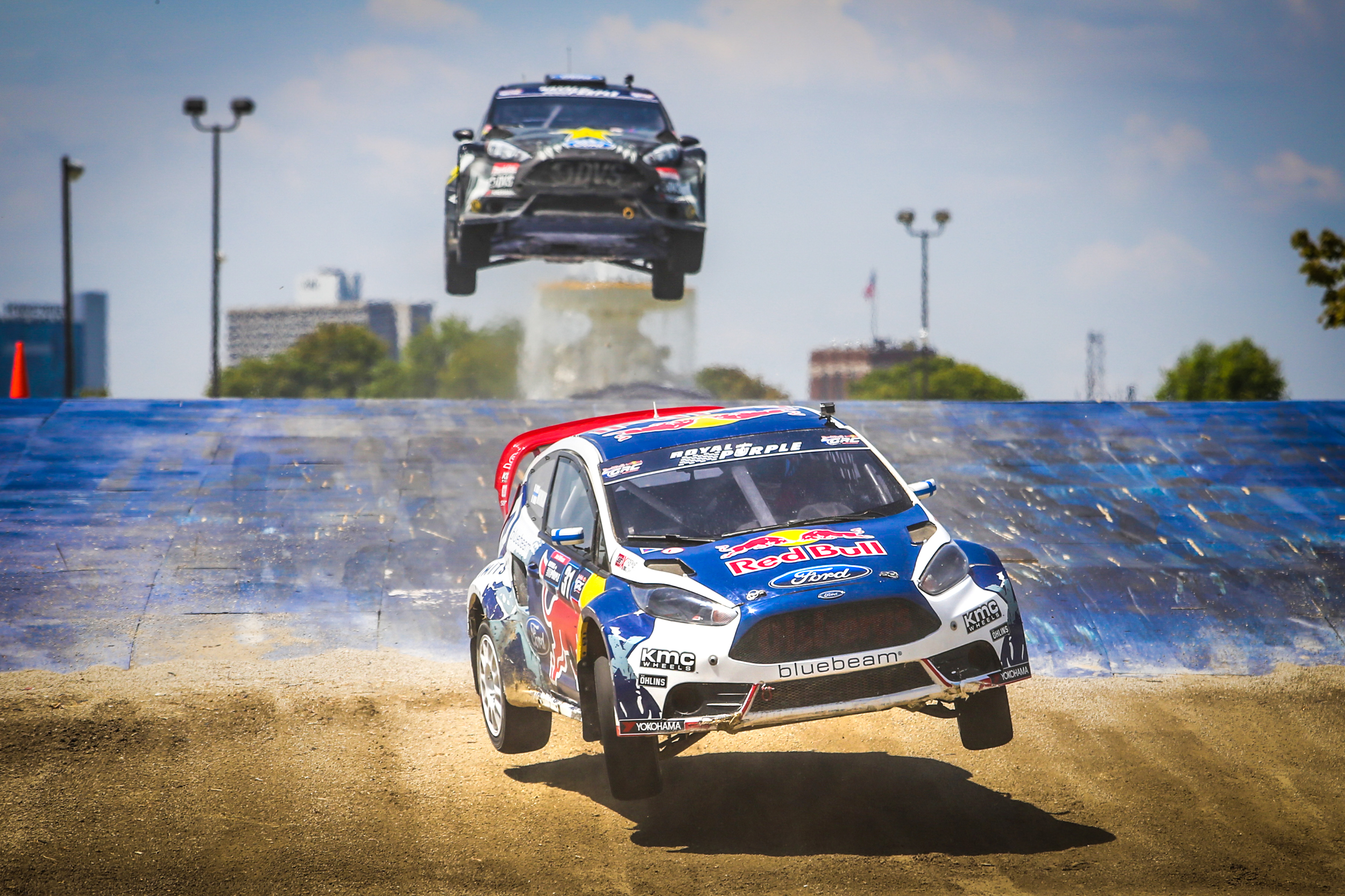
2015年GRCデトロイト戦

## 概要
飲料メーカーのレッドブルが主要スポンサーを務めるエクストリームスポーツの祭典・Xゲームにて、2010年にラリークロス競技が開催された。これが好評であったため、デモンストレーションレースが3回開催された後、2011年に年間5戦のレースとして開幕した。
2012年にはXゲームの一戦としても開催されたロサンゼルス戦で、WRC王者セバスチャン・ローブがスポット参戦・優勝して欧州からも注目を集めた。
2013年にはブラジル・ドイツ・スペインなど欧州でも開催され、これがFIAにWorld RX（世界ラリークロス選手権）を創設させるきっかけとなった。しかし2014年以降は再び北米のみの開催に戻っている。
2013年には下位クラスのLites部門も創設されているが、競争の激化とフォルクスワーゲンの独走により2017年末に撤退が相次いだため、2018年にはスーパーカークラスにおける1メーカーの独走を防ぐため、ワンメイク車両で争われる下位のLitesクラスを「ゴールドクラス」へと発展させた。あわせて、2019年にはEV部門や、「GRCヨーロッパ」を立ち上げることをアナウンスした。しかし2018年は開催の見通しが立たず、事実上の消滅となっている。GRC参戦チームの多くは、WorldRXのプロモーターであるインターナショナル・マネジメント・グループ (IMG) が立ち上げたアメリカ・ラリークロス選手権（ARX) に移行した。
2019年にGRCの主催団体は、ユーロ・スポーツの支援を受けてタイタンRXインターナショナル・ヨーロッパ・シリーズを発足させ、盛況させている。

## マシン
2017年までのマシンはスーパーカー、Litesクラスともに世界ラリークロス選手権と同様である。タイヤは2013年まではクーパー、2014年・2015年はヨコハマ、2016年以降はBFグッドリッチがそれぞれワンメイク供給していた。
2019年からは1メーカーの独走を防ぐため、Litesクラスのワンメイク車両を各チームが改造する形になる。

## エントラント

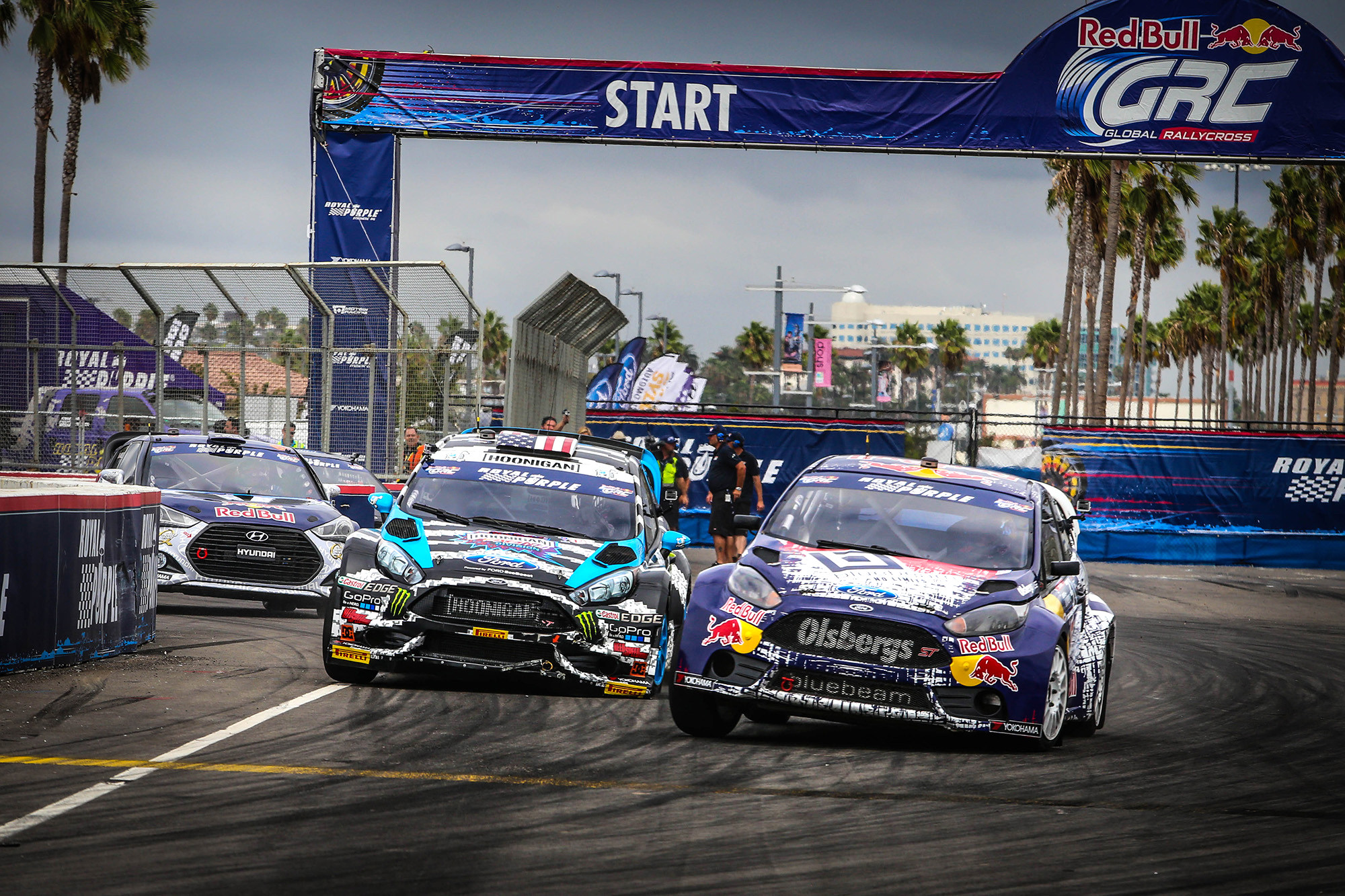
2014年ロサンゼルス戦

2017年はフォード、スバル、フォルクスワーゲン、ホンダが参戦。過去にはダッジ、シボレー、ヒュンダイ、シトロエン、サーブ、MINI、プジョー車も参戦していた。現在のWRC同様、小回りの利くBセグメントハッチバックが猛威を奮っているため、Cセグメント車を採用する日本車勢は目立った結果を残せていない。
オルズバーグMSEやフーニガン・レーシング・ディヴィジョンといったラリー界で鳴らすチームの他、チップ・ガナッシ・レーシング、アンドレッティ・オートスポーツ、ブライアン・ハータ・オートスポーツといったサーキットの名門チームも参戦している。
ドライバーも、元F1ドライバーのスコット・スピードやネルソン・ピケJr.、元スノーボーダーのケン・ブロックやバッキー・ラセック、フリースタイルモトクロスのレジェンドのトラビス・パストラーナ、米トップギアの司会者タナー・ファウストなどバラエティに富んでいる。またスポットだが、WRC王者のセバスチャン・ローブやマーカス・グロンホルム、PWRC王者の新井敏弘も参戦した。

## 歴代王者
| 年   | ドライバーズチャンピオン | ドライバーズチャンピオン                           | ドライバーズチャンピオン     | マニュファクチャラーズチャンピオン | マニュファクチャラーズチャンピオン |
| 年   | ドライバー               | チーム                                             | マシン                       | メーカー                           | マシン                             |
| ---- | ------------------------ | -------------------------------------------------- | ---------------------------- | ---------------------------------- | ---------------------------------- |
| 2011 | タナー・ファウスト       | オルズバーグMSE/フォード・レーシング               | フォード・フィエスタ         | not held                           | not held                           |
| 2012 | タナー・ファウスト       | オルズバーグMSE/フォード・レーシング               | フォード・フィエスタ         | not held                           | not held                           |
| 2013 | トーマス・ヘイッキネン   | オルズバーグMSE/フォード・レーシング               | フォード・フィエスタST       | フォード                           | フォード・フィエスタST             |
| 2014 | ジョニ・ワイマン         | オルズバーグMSE/フォード・レーシング               | フォード・フィエスタST       | フォード                           | フォード・フィエスタST             |
| 2015 | スコット・スピード       | フォルクスワーゲン・アンドレッティ・オートスポーツ | フォルクスワーゲン・ビートル | フォード                           | フォード・フィエスタ               |
| 2016 | スコット・スピード       | フォルクスワーゲン・アンドレッティ・オートスポーツ | フォルクスワーゲン・ビートル | フォルクスワーゲン                 | フォルクスワーゲン・ビートル       |
| 2017 | スコット・スピード       | フォルクスワーゲン・アンドレッティ・オートスポーツ | フォルクスワーゲン・ビートル | フォルクスワーゲン                 | フォルクスワーゲン・ビートル       |